# Kielvlak

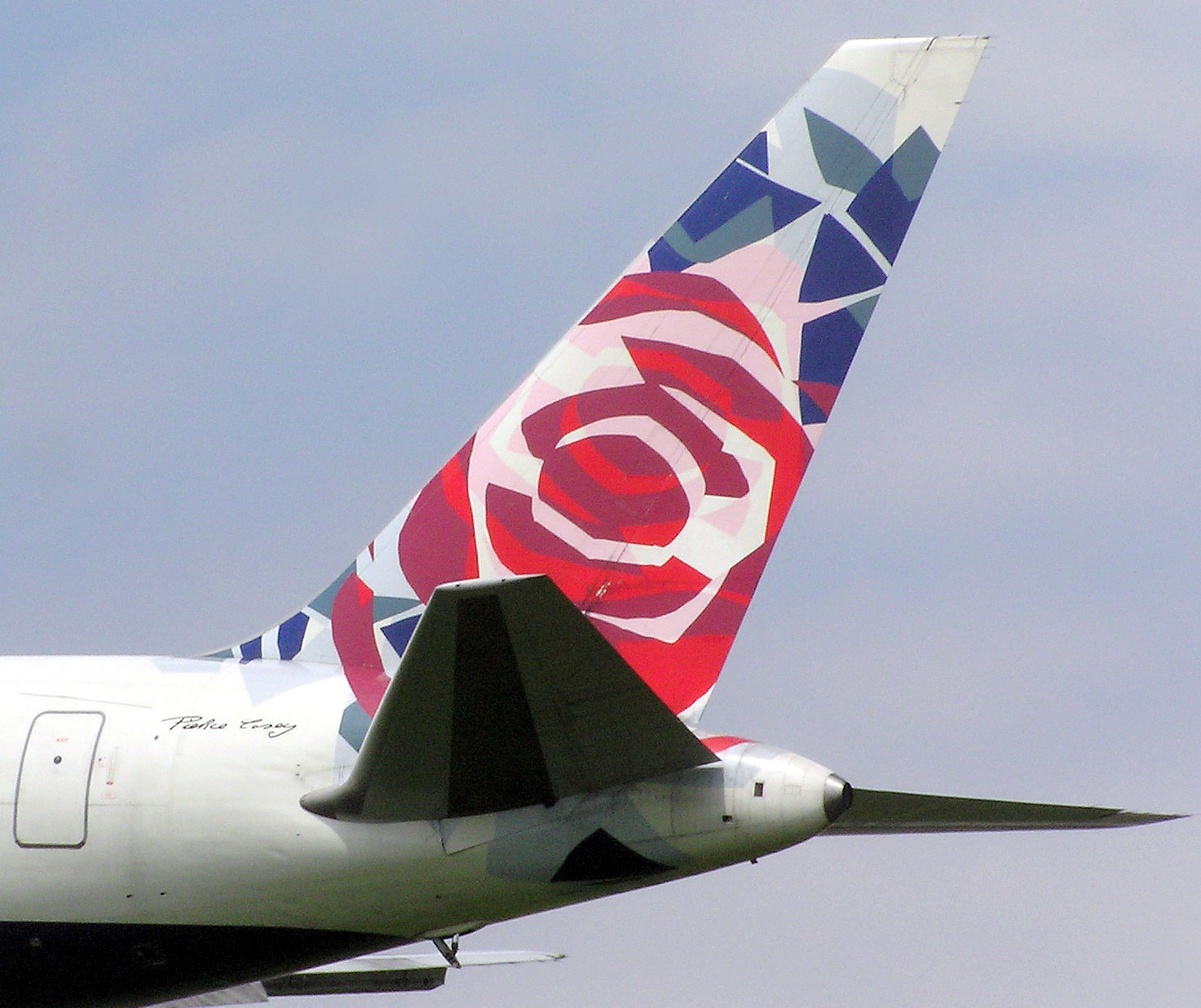
Het beschilderde kielvlak van een Boeing 767-300 van British Airways.

Het kielvlak of  staartvlak is het verticale vlak van de staart van een vliegtuig. Het kielvlak dient voor stabiliteit om de top-as (denkbeeldige as verticaal door het zwaartepunt van het vliegtuig). Dat wil zeggen: giert het vliegtuig in een richting dan zal de luchtstroming een kracht op het kielvlak uitoefenen die de neus weer terug naar zijn oorspronkelijke positie wil duwen.
Het kielvlak dient tevens als bevestigingspunt voor het richtingsroer.

## Soorten

### Enkelvoudig

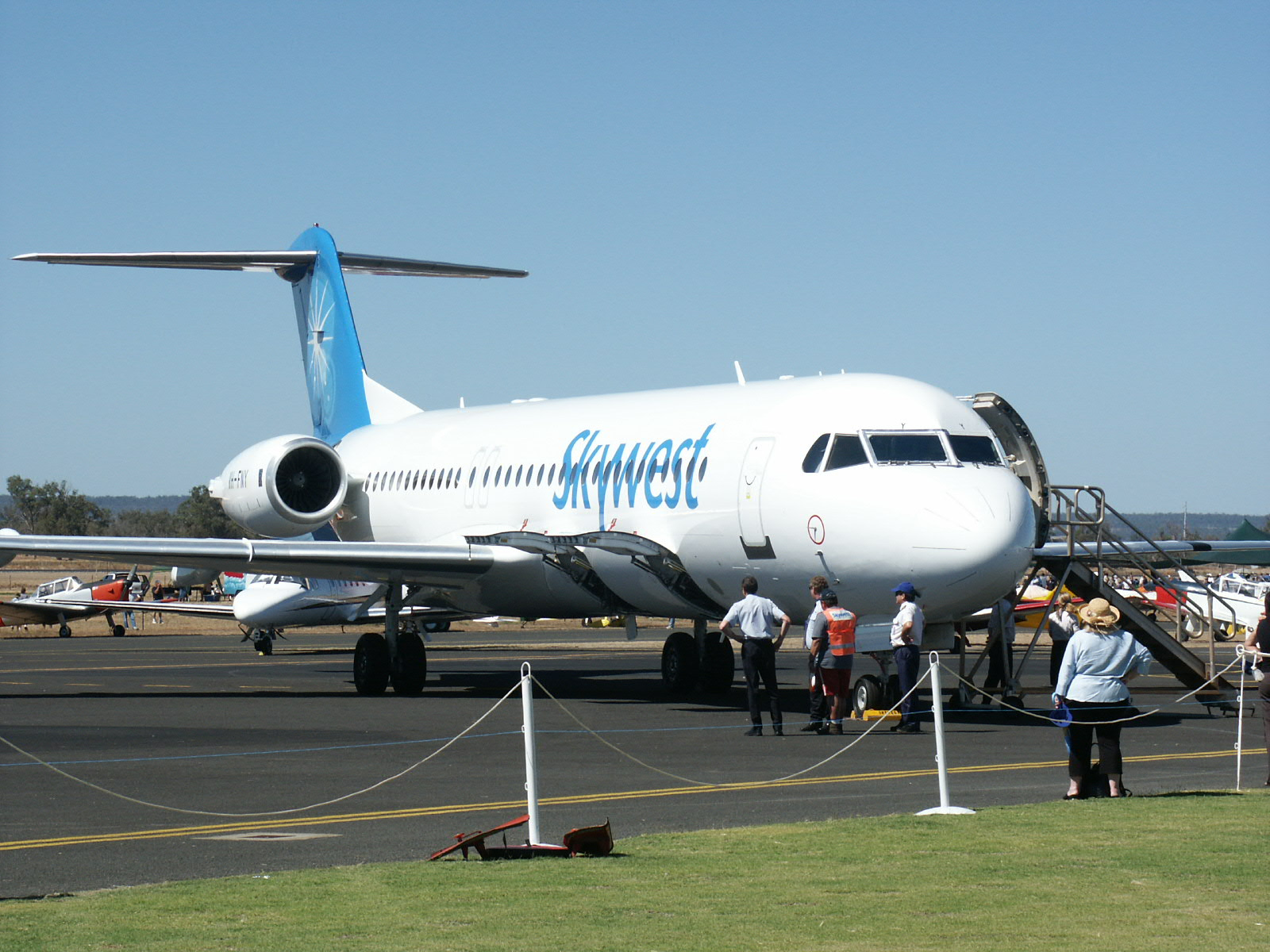
Fokker 100 met T-staart.

#### Klassieke staart
Het kielvlak is verticaal geplaatst en het stabilo (horizontaal staartvlak) is direct aan het achterste deel van de romp bevestigd.

#### T-staart
Bij een T-staart is het stabilo boven op het kielvlak geplaatst. Dit wordt veelal toegepast bij vliegtuigen met achterin geplaatste motoren, zoals de Boeing 727, en Douglas DC-9 en bij de meeste hoogwaardige zweefvliegtuigen.

#### Kruisstaart
Een zogenoemde cruciform staart heeft, van achter gezien, de vorm van een kruis. Meestal bevindt het stabilo zich halverwege het kielvlak, boven de romp. Voorbeelden van vliegtuigen met een kruisstaart zijn de Sud Aviation SE 210 Caravelle en de B-1 Lancer.

### Meervoudig

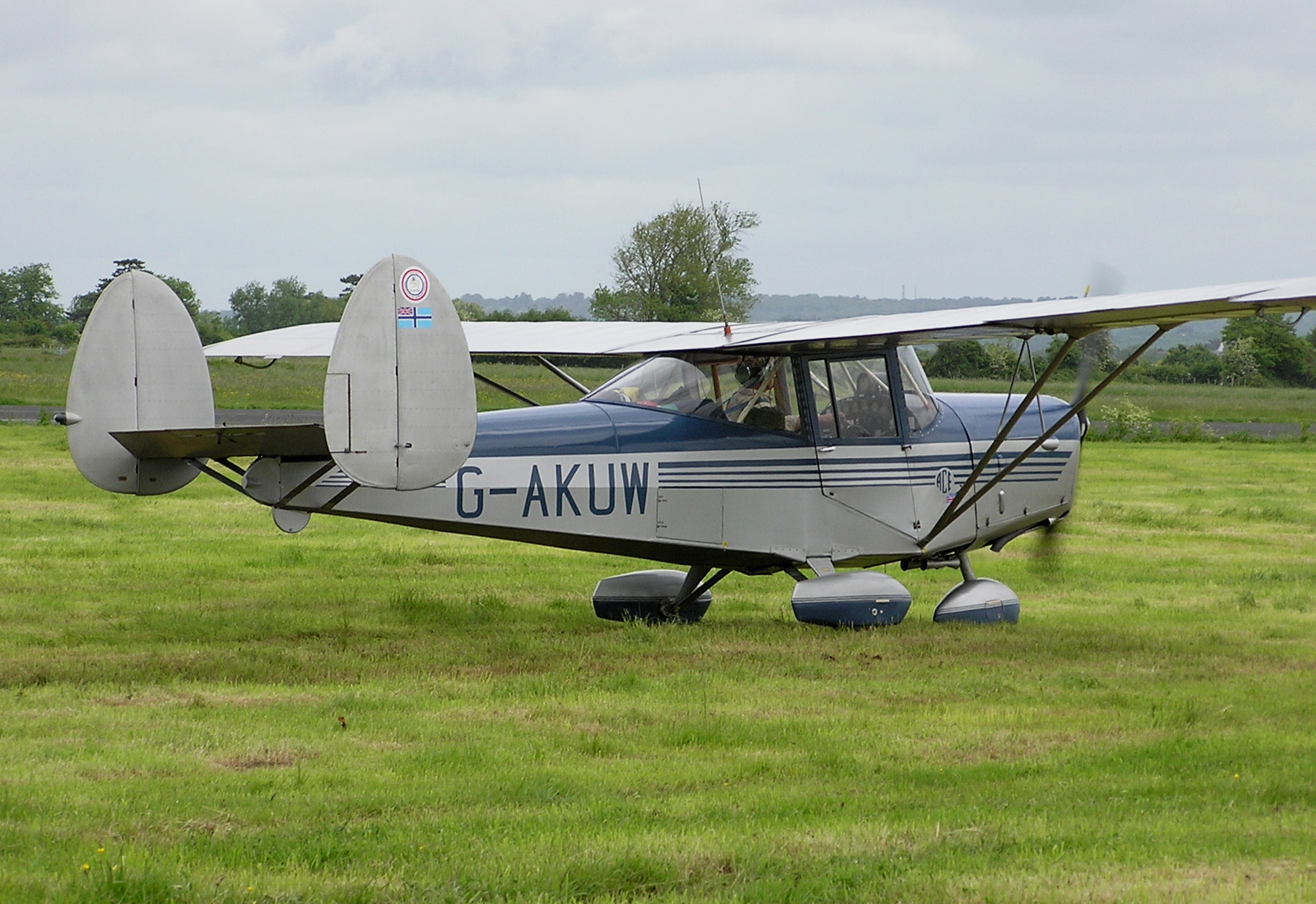
De tweelingstaart van een Chrislea Super Ace, gebouwd in 1948

#### Tweelingstaart
In plaats van één kielvlak heeft een tweelingstaart er twee. Beide staan verticaal, kruisen, of zijn bevestigd aan de uiteindes van het stabilo. De Beechcraft Model 18 en veel moderne militaire vliegtuigen, zoals de Amerikaanse F-14, F-15,en F/A-18 hebben een tweelingstaart.

#### Drievoudige staart
Een variatie op de tweelingstaart, met drie kielvlakken. Een voorbeeld hiervan is de Lockheed Constellation. Bij de Constellation is dit gedaan om een zo groot mogelijk verticaal staartvlak te krijgen, terwijl het vliegtuig laag genoeg bleef om in een onderhoudshangar te passen.

#### V-staart

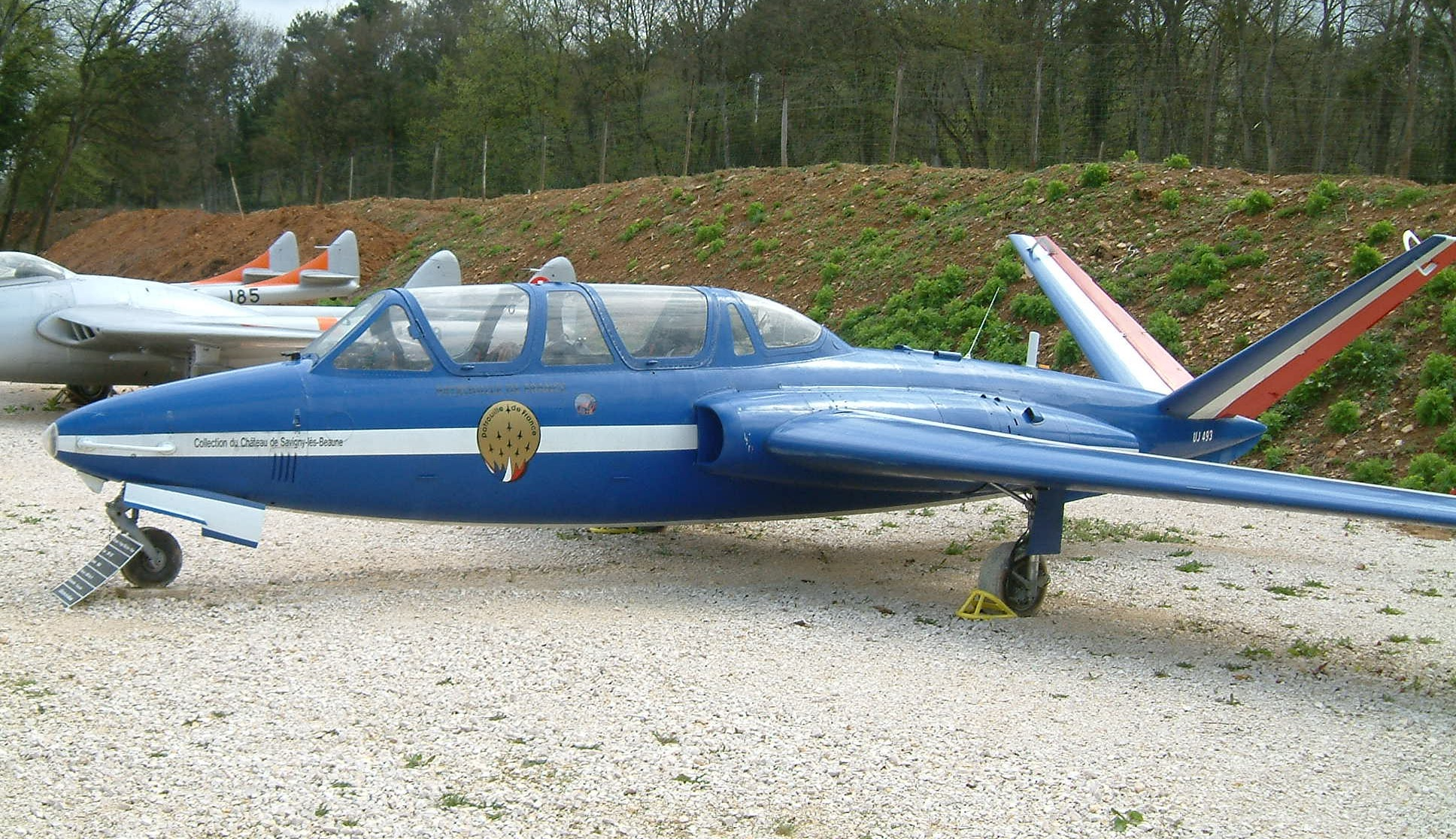
Fouga Magister met "V-staart"

Een V-staart heeft geen aparte verticale en horizontale staartvlakken. De staart lijkt op de letter V en is ook wel bekend als vlinderstaart.  De F-117 Nighthawk is een bekend voorbeeld.

## Trivia

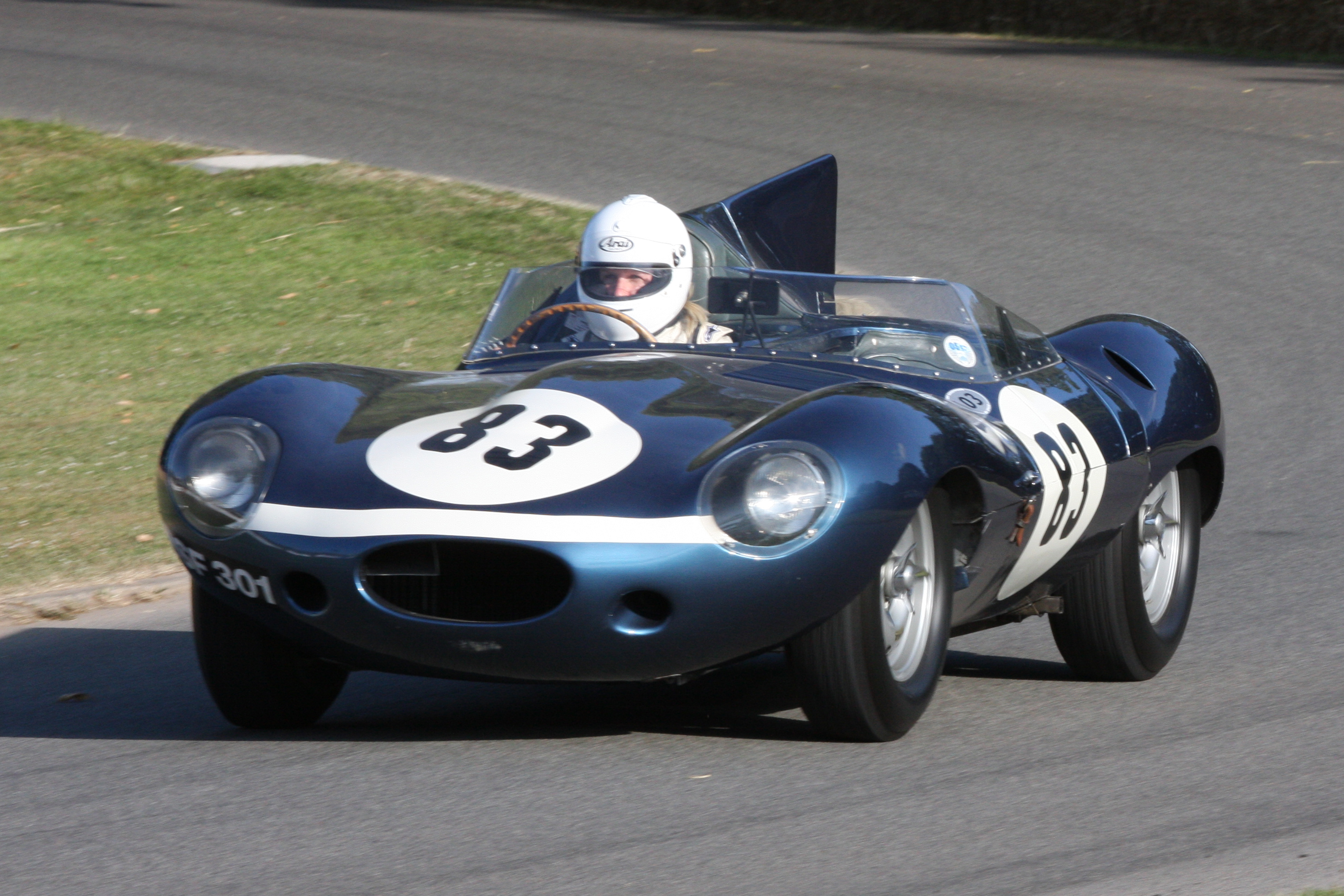
kielvlak op een raceauto (Jaguar D-Type)

Soms wordt een kielvlak ook gebruikt bij raceauto's, bijvoorbeeld bij de Jaguar D-Type.